# アイスランドの警察
アイスランド国家警察（アイスランド語:Ríkislögreglan）は、アイスランドの警察組織。

## 概要
アイスランドの警察は、国家警察として法務省(2017年以前は内務省隷下)の隷下にあり、法務大臣の下の警察局長が指揮を執っている。2011年時点の人員は約805名。領海等の海域については、アイスランド沿岸警備隊の担当となっている。
前身は1778年に設立されている。この時期はアイスランドの産業の勃興期にあたり、それまでは、デンマーク王の代理としての保安官等が治安維持にあたっていた。初期の警察官はレイキャビクの夜間警備・巡回が主任務であり、モーニングスターを武器として用いていた。
現在のアイスランドの警察官は、黒い制服を纏い、グロック17ピストルを主武装としている。